# Michelle Ferris
Michelle Louise Ferris (ur. 24 września 1976 w Warrnambool) – australijska kolarka torowa, dwukrotna medalistka olimpijska oraz siedmiokrotna medalistka mistrzostw świata.

## Kariera
Pierwszy sukces Michelle Ferris osiągnęła w 1993 roku, kiedy została wicemistrzynią świata juniorów w sprincie indywidualnym. Rok później była trzecia, zajmując ponadto drugie miejsce w sprincie na igrzyskach Wspólnoty Narodów w Victorii. Na mistrzostwach świata w  Bogocie w 1995 roku zdobyła brązowy medal w wyścigu na 500 m, ulegając jedynie Francuzce Félicii Ballanger oraz Rosjance Galinie Jenuchinej. Wynik z Bogoty Ferris powtórzyła podczas mistrzostw świata w Manchesterze w 1996 roku, tym razem przegrywając tylko z Ballanger i Niemką Annett Neumann, a na igrzyskach olimpijskich w Atlancie była druga w sprincie, który także wygrała Francuzka. Mistrzostwa świata w Perth w 1997 roku przyniosły jej kolejne dwa srebrne medale: w wyścigu na 500 m i sprincie indywidualnym. Podobnie spisała się na mistrzostwach świata w Bordeaux w 1998 roku: była w sprincie oraz trzecia na 500 m, druga w sprincie była również na igrzyskach Wspólnoty Narodów w Kuala Lumpur. W 1999 roku startowała na mistrzostwach świata w Berlinie, gdzie wywalczyła srebrny medal w sprincie, ponownie ulegając Félicii Ballanger. Francuzka wygrała także wyścig na 500 m podczas igrzysk olimpijskich w Sydney w 2000 roku, a Michelle po raz kolejny zajęła drugie miejsce. Na australijskich igrzyskach Ferris zajęła także czwartą pozycję w sprincie, przegrywając walkę o brąz z Ukrainką Iryną Janowycz.